# 平塚市立江陽中学校
平塚市立江陽中学校（ひらつかしりつ こうようちゅうがっこう）とは、神奈川県平塚市浅間町にある公立中学校。

## 概要
1947年5月に平塚市立崇善中学校として開設され、同年6月に平塚市立江陽中学校と改称された。
校名は、儒学者の小笠原東陽が相模川の西にある平塚の地を「江陽」と呼んだことに由来する

### 沿革
- 1947年（昭和22年）
  - 5月 - 平塚市立崇善中学校として開校。
  - 6月 - 学区変更により平塚市立江陽中学校と改称。
- 1951年（昭和26年） - 現在地に移転[5]。
- 1959年（昭和34年） - 第4校舎（普通教室棟【北棟・西】）建設[6]。
- 1960年（昭和35年） - 第1校舎（普通教室棟【北棟・東】）建設[6]。
- 1961年（昭和36年） - 本館1（管理教室棟【南棟・東】）建設[6]。
- 1962年（昭和37年） - 本館2（管理教室棟【南棟・西】）建設[6]し、現校舎落成[4]。
- 1965年（昭和40年） - 特別教室（【西棟】）建設[6]。
- 1968年（昭和43年） - 体育館建設[6]。
- 2013年（平成25年）度 - 放送設備改修工事実施[1]。
- 2014年（平成26年）度 - 校舎大規模改修工事実施[1]。
- 2018年（平成30年）度 - 校舎大規模改修工事実施[1]。

## 通学区域
- 崇善小学校 学区
  - 明石町・追分・浅間町・宝町・立野町・錦町・紅谷町・見附町・宮の前・宮松町
- 松原小学校 学区
  - 天沼・榎木町・老松町・須賀・堤町・中堂・長瀞・馬入・馬入本町・八千代町[7]

## 学校周辺
平塚市中心部に位置する
- 平塚市役所
  - 本館
  - 別館
- 平塚税務署
- 平塚市消防本部
- コーナン平塚市役所前店
- 平塚八幡宮
  - 宗教法人平塚八幡宮つるみね幼稚園
- 平塚市立八幡山公園
- 平塚地方合同庁舎
- 浅間緑地
- 平塚市中央公民館
- 平塚郵便局
- 平塚市立文化公園
  - 平塚市博物館
  - 教育会館
  - 平塚市青少年会館
  - 平塚市中央図書館
- 福祉会館
- 平塚市勤労会館
- 横浜ゴム
  - 旧平塚製造所記念館
  - 平塚工場
- 平塚市立崇善小学校 - 進学前小学校のひとつ

## アクセス
- 神奈川中央交通「平61」・「平62」・「平63」・「平65」・「平68」・「平86」・「平97」・「平99」の各系統で、「江陽中学校前」停留所下車。
- JR東海道本線平塚駅（北口）から、
  - 徒歩約1km・約15分。
  - 上述の神奈中バスに乗車し、「江陽中学校前」停留所下車。

## 出身者
- 白川道 - ハードボイルド作家
- ロメロ・フランク - プロサッカー選手
- 下田北斗 - プロサッカー選手